# Microbates
Microbates – rodzaj ptaków z rodziny siwuszek (Polioptilidae).

## Zasięg występowania
Rodzaj obejmuje gatunki występujące w Ameryce Centralnej i Południowej.

## Morfologia
Długość ciała 9–11 cm; masa ciała 10–14 g.

## Systematyka

### Etymologia
Microbates:  μικρος mikros „mały”; βατης batēs „ktoś, kto kroczy”, od βατεω bateō „stąpać, kroczyć”, od βαινω bainō „iść”.

### Podział systematyczny
Do rodzaju należą następujące gatunki:
- Microbates collaris (von Pelzeln, 1868) – gnomik obrożny
- Microbates cinereiventris (P.L. Sclater, 1855) – gnomik rdzawouchy